# Shanghai Golden Grand Prix
Shanghai Golden Grand Prix – mityng lekkoatletyczny organizowany w Szanghaju. Pierwsze zawody odbyły się w 2005 roku. Pierwotnie Shanghai Golden Grand Prix odbywał się w drugiej połowie września, a punkty, które zdobywali wówczas zawodnicy liczone były do klasyfikacji cyklu Grand Prix na kolejny sezon (tzn. punkty zdobyte np. w roku 2006 liczone były do punktacji WAT na sezon 2007). Od 2010 mityng odbywa się wiosną i znajduje się w kalendarzu Diamentowej Ligi.